# Airspeed Horsa
Airspeed Horsa byl britský vojenský kluzák užívaný v druhé světové válce.
První prototyp tohoto celodřevěného větroně byl zalétán 12. září 1941 a téměř okamžitě byla zahájena sériová výroba. Poprvé byl v akci využit koncem roku 1942 při výsadkové akci v Norsku. Jako vlečné stroje se používaly letouny Handley Page Halifax, Short Stirling a Armstrong Whitworth Whitley. Kluzáky se účastnily vylodění na Sicílii i v Normandii. Celkem bylo vyrobeno v různých podnicích dřevozpracujícího průmyslu 3799 kusů.

## Verze kluzáku
- Mk.I (AS.51)
- Mk.II (AS.58)

## Specifikace

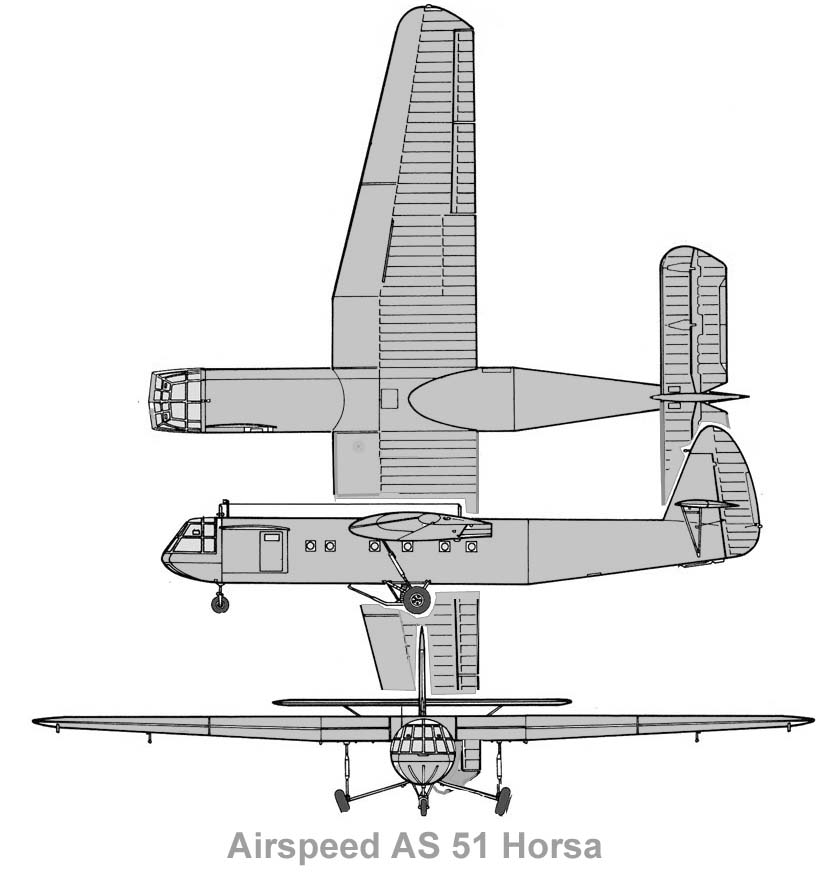
Třípohledový nákres

Údaje dle

### Technické údaje
- Osádka: 2
- Kapacita: 25 osob nebo Jeep s osádkou nebo protitankový kanón QF 6 ráže 57 mm s obsluhou
- Rozpětí: 26,84 m
- Délka: 20,43 m
- Výška: 5,90 m
- Nosná plocha: 102,5 m²
- Hmotnost prázdného stroje: 3800 kg
- Max. vzletová hmotnost: 7040 kg

### Výkony
- Max. přípustná rychlost: 240 km/h
- Klouzavost: 4,5